# Diego Bueno

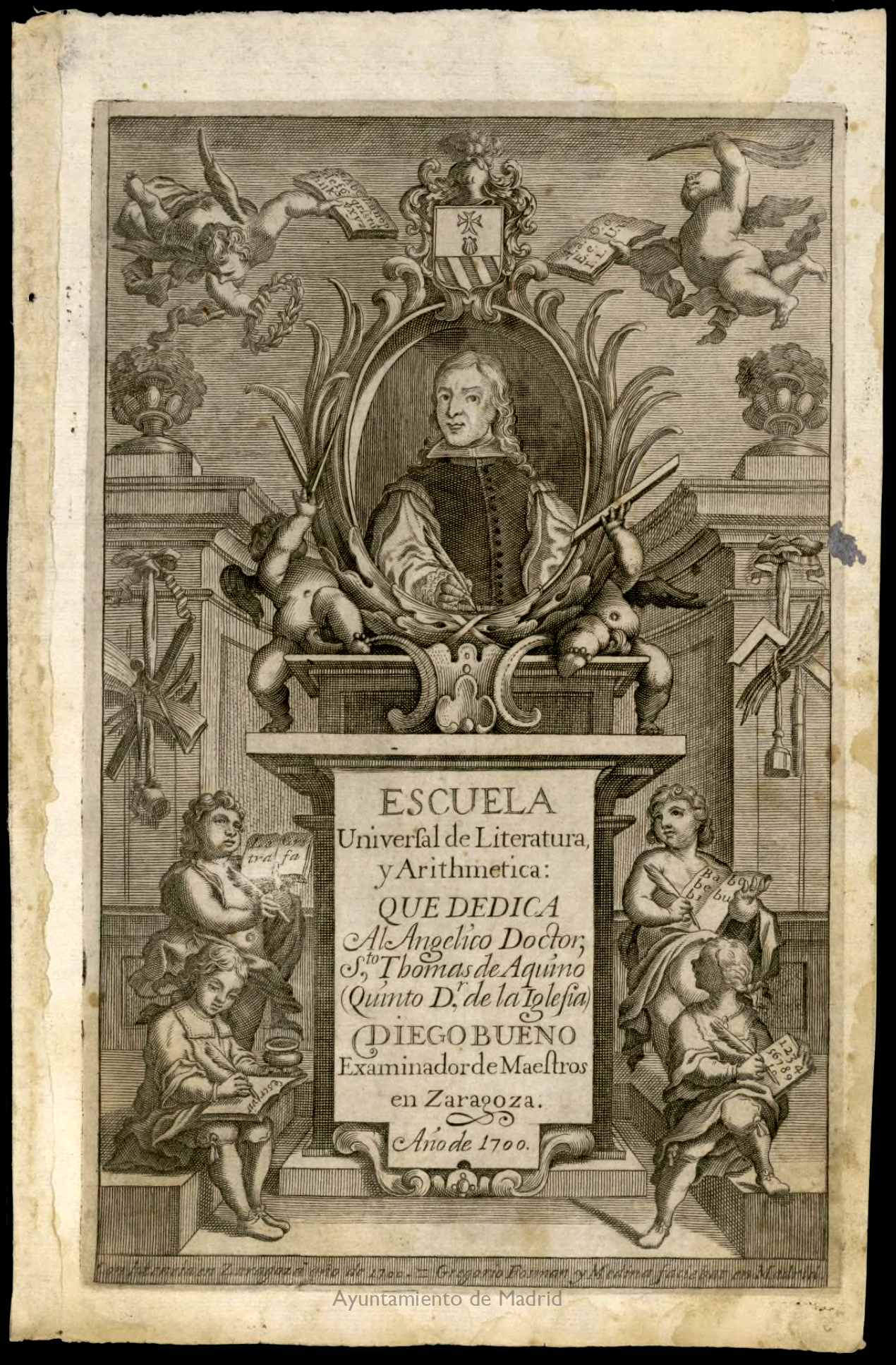
Retrato de Diego Bueno en su obra Arte de leer con elegancia (1700). Grabado calcográfico de Gregorio Fosman.

Diego Bueno de Virto fue un calígrafo español, maestro y examinador de maestros. Nació en la localidad navarra de Miranda de Arga, Navarra, a principios de 1646, donde fue bautizado el 10 de enero. Se formó allí o quizá en Tafalla. Se trasladó a Zaragoza probablemente bastante joven, y abrió escuela en la calle del Coso, junto al palacio del Conde de Peraleda, alcanzando cierta posición social que le proporcionó pronto el cargo de Examinador de maestros de la ciudad. Se desconoce el resto de su biografía; se supone que murió en Zaragoza durante el primer tercio del siglo XVIII.

## Obra
Publicó un libro destinado a los maestros, orientado a la enseñanza y al examen de los futuros docentes. En cada una de las tres ediciones lleva un título, y la tercera edición es la más completa. 
- Arte nuevo de enseñar a leer, escrivir y contar Príncipes, y señores. Zaragoza: Domingo Gascón, 1690.

- Escuela donde se enseña el Arte liberal de leer con buen sentido, hazer buena letra, escrivir bien, y contar con destreza a Príncipes, Nobles y Plebeyos. Zaragoza: Manuel Román, 1697.

- Arte de leer con elegancia las escrituras más generales y comunes en Europa, como son redonda, bastarda, romano, grifa, gótica, antigua y moderna. Formar las letras con facilidad y acierto. Escribir cartas con ortografía según los entendidos. Y contar con sutilísima destreza las reglas generales de tres o proporción, compañías, testamentos, baratas; alegaciones y falsas posiciones, Zaragoza: Tomás Gaspar Martínez a costa del autor, 1700.

Bueno fue añadiendo láminas de ejercicios y alfabetos y en la tercera edición una Breve recopilación del arte de leer, hacer buena letra, escribir y contar que deben saber los que se han de examinar para poner escuela pública.
Además publicó una cartilla de doctrina cristiana:
- Cartilla Maestra con la qual, puede el Dicipulo [sic] de sí mismo ser Maestro, con un tratado de la Dotrina Christiana, para que mis hermanos los Maestros, a los niños instruyan, y enseñen el camino del Cielo, y en muy breve tiempo a leer. Barcelona: en casa de Francisco Cormellas por Vicente Surià, 1678.

## Valoración
Cotarelo lo tiene por excelente calígrafo (pp. 164-165) y achaca sus defectos a la moda. Lo alaba como un gran dibujante de pluma. Niega la opinión de Servidori de que no tuviera un buen ligado (unión fluida de pares de letras). Prefiere sus bastardas a las demás, y sobre todo a una letra “agrifada” que Bueno llama con imaginación “Letra Imperial”, y que desprecia, siguiendo a Palomares, como “pseudo-redonda”. Este tratadista del XVIII criticó a Bueno también en sus bastardas; Torío sigue a Servidori, aunque reconociendo no tener una opinión propia. Es probable que todos estos tratadistas que cita Cotarelo no tuvieran acceso a muchas muestras de Bueno, por ser relativamente escasas.